# Pteris conformis
Pteris conformis là một loài dương xỉ trong họ Pteridaceae. Loài này được R.C. Moran mô tả khoa học đầu tiên..
Danh pháp khoa học của loài này chưa được làm sáng tỏ. 